# 127-ма окрема розвідувальна бригада (РФ)
127-ма окрема розвідувальна бригада (127-ма орб) — розвідувальний підрозділ спеціального призначення ГРУ на Чорноморському флоті Росії у Південному військовому окрузі.
Умовна назва — Військова частина 67606 (в/ч 67606). Дислокується в окупованому українському місті Севастополь.
Бригада перебуває у складі 22-го армійського корпусу Берегових військ ВМФ Росії й виконує завдання для командування Чорноморського флоту й Південного військового округу. 
Особовий склад повністю укомплектований військовослужбовцями контрактної служби.

## Історія
Бригада сформована у другій половині 2014 року у Севастополі.

## Склад
Склад бригади:
- Управління,
- розвідувальний батальйон:
  - 1-ша рота спеціального призначення,
  - 2-га рота спеціального призначення,
  - 3-тя розвідувально-десантна рота,
  - 4-та рота технічних засобів розвідки,
  - взвод зв'язку,
  - взвод забезпечення,
- батальйон радіоелектронної розвідки:
  - рота радіоелектронної розвідки,
  - рота РЕБ,
  - взвод зв'язку,
  - взвод забезпечення,
- батальйон управління (зв'язку),
- рота безпілотних літальних апаратів (безпілотні апарати «Орлан» й «Леєр»),
- рота матеріального забезпечення,
- рота технічного забезпечення,
- комендантська рота,
- загін психологічних операцій,
- інженерний взвод,
- група радіохімічної розвідки,
- медпункт.

## Втрати
Із відкритих джерел відомо про деякі втрати бригади в російсько-українській війні: